# Graham Bickley
Graham John Bickley (Liverpool, 18 maggio 1958) è un attore teatrale e cantante britannico.

## Biografia
Graham Bickley è nato a Liverpool in una famiglia gallese. Ha fatto il suo debutto nel West End londinese nel 1981 nel musical They're Playing Our Song e l'anno successivo ha recitato nell'operetta di Gilbert & Sullivan I pirati di Penzance in scena al Drury Lane Theatre di Londra. Successivamente, Bickley ha continuato a recitare in altri musical a Londra. Dal 1987 al 1988 ha interpretato Marius Pontmercy in Les Misérables al Palace Theatre, per poi ritornare nel cast del musical cinque anni dopo nel ruolo di Enjolras. In seguito ha recitato anche in Metropolis (1989), Which Witch (1992), The Pajama Game a Toronto e Sunset Boulevard a Londra con Petula Clark. Nel 1995 ha realizzato un'incisione discografica di The Phantom of the Opera nel ruolo dell'eponimo protagonista e ha interpretato Chris in Miss Saigon.
Nel 2000 ha cantato con Audra McDonald nel musical di Leonard Bernstein Wonderful Town alla Royal Festival Hall. Successivamente ha cantato anche in un'altra produzione concertistica di Wonderful Town e di Guys and Dolls con la Wiener Konzerthaus sotto la direzione musicale di Wayne Marshall. Nel 2003 ha recitato nella prima londinese di Ragtime al Playhouse Theatre con Maria Friedman e per la sua interpretazione nel ruolo di Tateh ha ottenuto una candidatura al Laurence Olivier Award al miglior attore in un musical. Nel 2005 ha recitato nel musical di Cole Porter High Society, mentre nel 2009 ha lavorato a Leicester nella prima britannica di The Light in the Piazza con Caroline Sheen e Matt Rawle. Nel 2013 ha recitato all'Opera di Tolone nella prima francese del musical di Stephen Sondheim Follies.
Parallelamente alla carriera teatrale, Graham Bickley ha cantato come solista con diverse orchestre di rilievo, tra cui la BBC Concert Orchestra, l'Orchestra filarmonica di Rotterdam, la Royal Liverpool Philharmonic, l'Orchestra Sinfonica di Londra, la City of London Sinfonia, la Royal Northern Sinfonia, la Royal Scottish National Orchestra, The Hallé, la City of Birmingham Symphony Orchestra, l'Orchestra Sinfonica di Göteborg, l'Orchestra Sinfonica Islandese e l'Orquestra Sinfônica do Estado de São Paulo.
Bickley è sposato con la commediografa Peggy Riley dal 2000.